# Krasno, Brda
Krasno este o localitate din comuna Brda, Slovenia, cu o populație de 87 de locuitori.